# Quercus auricoma
Quercus auricoma är en bokväxtart som beskrevs av Aimée Antoinette Camus. Quercus auricoma ingår i släktet ekar, och familjen bokväxter. Inga underarter finns listade.